# Mare Vint

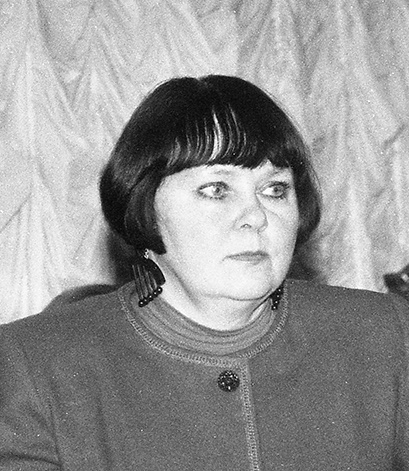
Mare Vint (1994)

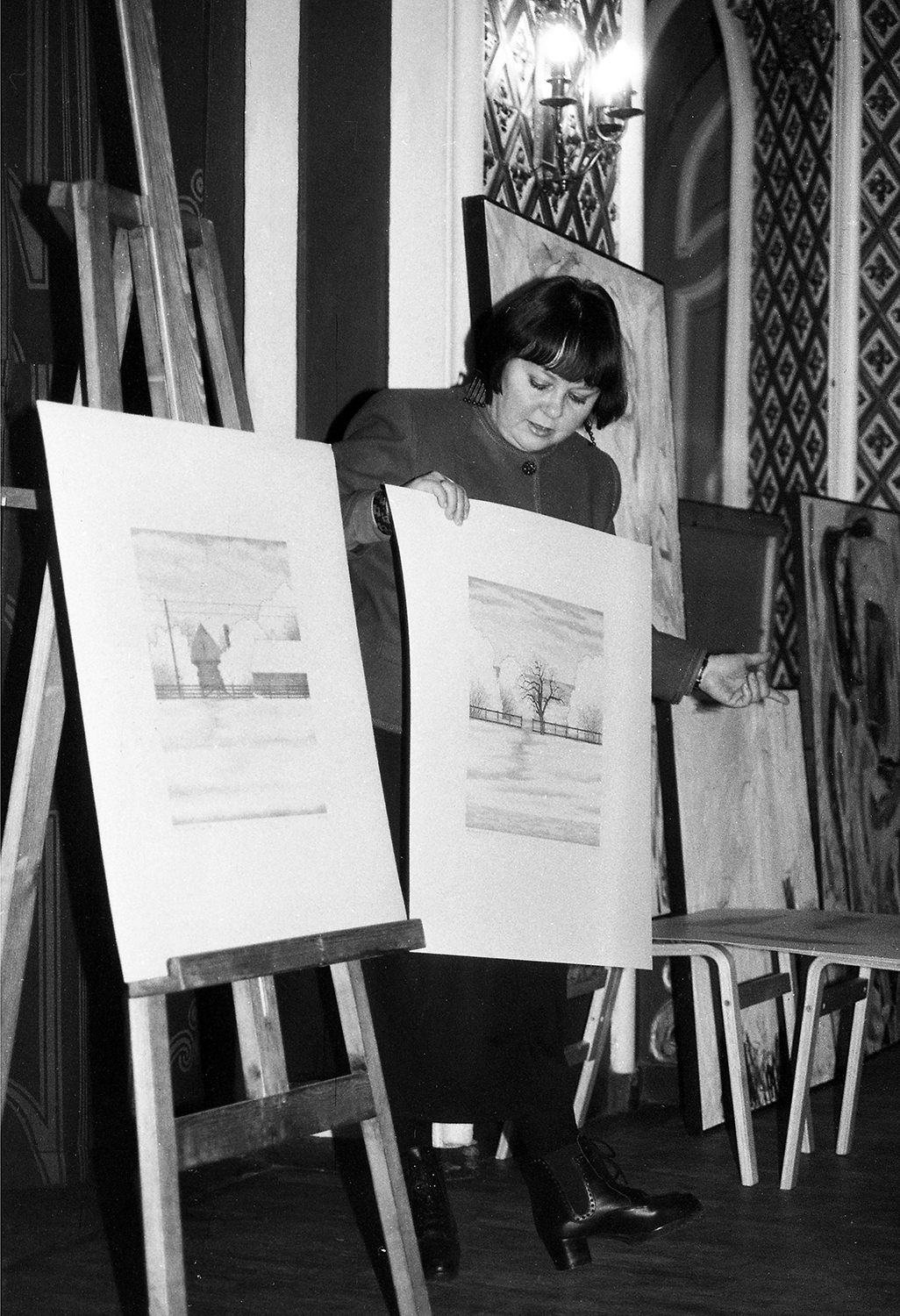
Ausstellung 1994

Mare Vint (geb. 15. September 1942 in Tallinn; gest. 10. Mai 2020) war eine estnische Graphikerin. In ihren Werken stellte Vint meist eine „ideale Landschaft“ dar.

## Biographie
Mare Mänd kam 1942 in Tallinn zur Welt, wo sie bis 1961 die 9. Sekundarschule besuchte. Von 1962 bis 1967 studierte sie an der Staatlichen Kunstinstitut der estnischen SSR; sie erwarb einen Abschluss als Glaskünstlerin.
Von 1967 bis 1969 arbeitete sie an einer High School in Tallinn als Kunstlehrerin, danach als freischaffende Künstlerin. Seit 1973 ist sie Mitglied der estnischen Künstlervereinigung.
Mare Vint arbeitete bevorzugt mit Tusche- und Bleistiftzeichnungen und vor allem mit Lithografien. In der zweiten Hälfte der 1960er und zu Beginn der 1970er Jahre entwickelte sich ein Stil, der durch den Schwarz-Weiß-Kontrast der Zeichnungen gekennzeichnet war, und in dem die Farbe eine untergeordnete Rolle spielte.

## Auszeichnungen
- 2015 Orden des weißen Sterns IV. Klasse[4]

## Ausstellungen (Auswahl)
- 2022 To Sense the Light, You Must Close Your Eyes, Gemeinschaftsausstellung mit Kristi Kongi, Tartu Art House[5]
- 2021 Nothing but Time, Einzelausstellung, Goswell Road, Paris[6]
- 2017 The Project Space: Dialogue, Gemeinschaftsausstellung mit Jaanus Samma, Kumu Art Museum, Tallinn[7]
- 2017 Salzburg.Visionen, Gruppenausstellung, Sakala Zentrum, Salzburg

## Privates
Mare Mänd heiratete 1967 den Graphiker Tõnis Vint (1942 – 2019), 1976 wurde das Paar geschieden. Von 1987 bis zu seinem Tod 2014 war sie mit Andres Tolts verheiratet.